# Dune: Part Two (саундтрек)
Dune: Part Two (Original Motion Picture Soundtrack) — альбом, який написав Ганс Циммер, до фільму «Дюна: Частина друга» від Дені Вільнева 2024 року. Альбом випустила компанія WaterTower Music 23 лютого 2024 року, за тиждень до прем'єри фільму в кінотеатрах США.

## Передісторія
Композитор Ганс Циммер раніше написав музику до фільму режисера Дені Вільньова «Дюна» 2021 року, за який він отримав премію «Оскар» за найкращу оригінальну музику 2022 року. У підлітковому віці він був шанувальником роману та вирішив написати музику для першого фільму замість «Тенет» Крістофера Нолана.

## Виробництво
Після музики до першого фільму Циммер продовжив писати музику в очікуванні наступного фільму.
|  | Я ніколи не залишав світ «Дюна». Насправді, я думаю, що Дені Вільнев думав, що я зовсім божевільний, тому що продовжував писати після того, як ми закінчили перший фільм. Але оскільки я знав сюжет книги, то розумів, що нас чекає. Насправді, багато головних тем у другому фільмі були написані в кінці першого фільму, до того, як Дені почав знімати. |

## Прем'єра
Напередодні випуску саундтреку WaterTower Music випустив два сингли 15 лютого 2024 року: «A Time of Quiet Between the Storms» і «Harvester Attack».

## Трек-лист
| «Дюна: Частина друга» трек-лист | «Дюна: Частина друга» трек-лист      | «Дюна: Частина друга» трек-лист |
| #                               | Назва                                | Тривалість                      |
| ------------------------------- | ------------------------------------ | ------------------------------- |
| 1.                              | «Beginnings Are Such Delicate Times» | 8:56                            |
| 2.                              | «Eclipse»                            | 5:13                            |
| 3.                              | «The Sietch»                         | 2:34                            |
| 4.                              | «Water of Life»                      | 3:06                            |
| 5.                              | «A Time of Quiet Between the Storms» | 4:21                            |
| 6.                              | «Harvester Attack»                   | 3:40                            |
| 7.                              | «Worm Ride»                          | 2:19                            |
| 8.                              | «Ornithopter Attack»                 | 2:10                            |
| 9.                              | «Each Man Is a Little War»           | 1:21                            |
| 10.                             | «Harkonnen Arena»                    | 5:22                            |
| 11.                             | «Spice»                              | 0:37                            |
| 12.                             | «Seduction»                          | 2:02                            |
| 13.                             | «Never Lose Me»                      | 1:16                            |
| 14.                             | «Travel South»                       | 1:10                            |
| 15.                             | «Paul Drinks»                        | 1:47                            |
| 16.                             | «Resurrection»                       | 2:16                            |
| 17.                             | «Arrival»                            | 1:40                            |
| 18.                             | «Southern Messiah»                   | 5:22                            |
| 19.                             | «The Emperor»                        | 1:38                            |
| 20.                             | «Worm Army»                          | 3:33                            |
| 21.                             | «Gurney Battle»                      | 2:25                            |
| 22.                             | «You Fought Well»                    | 1:42                            |
| 23.                             | «Kiss the Ring»                      | 3:12                            |
| 24.                             | «Only I Will Remain»                 | 6:44                            |
| 25.                             | «Lisan al Gaib»                      | 6:36                            |
| 81:02                           |                                      |                                 |

## Чарти
| Чарт (2024)                                  | Найвища позиція |
| -------------------------------------------- | --------------- |
| Australian Vinyl Albums (ARIA)               | 5               |
| Австрія Austrian Albums (Ö3 Austria)         | 34              |
| Бельгія Belgian Albums (Ultratop Flanders)   | 26              |
| Бельгія Belgian Albums (Ultratop Wallonia)   | 65              |
| Франція French Albums (SNEP)                 | 90              |
| Німеччина German Albums (Offizielle Top 100) | 82              |
| Португалія Portuguese Albums (AFP)           | 147             |
| Шотландія Scottish Albums (OCC)              | 20              |
| Швейцарія Swiss Albums (Schweizer Hitparade) | 29              |
| Велика Британія UK Independent Albums (OCC)  | 5               |